# Microsoft Office Online
 (août 2018).
Chronologie des versions
Microsoft 365 Copilot
Microsoft Office Online est le nom d’une version en ligne gratuite de Microsoft Office accessible depuis un navigateur web, et dont certaines fonctionnalités sont toutefois réduites par rapport aux logiciels de la suite Office installés sur un ordinateur.
Office Online regroupe ainsi les services en ligne Word Online, Excel Online, PowerPoint Online, OneNote Online mais aussi Outlook.com. 
Les services en ligne Office Online sont accessibles sous deux formes en fonction du profil des utilisateurs : pour les particuliers ou pour les entreprises.